# The 13th
Singles de The Cure
A Letter to Elise
(1992) Mint Car
(1996)
Pistes de Wild Mood Swings
This Is a Lie Strange Attraction
The 13th est une chanson du groupe The Cure figurant sur l'album Wild Mood Swings et sortie en single le 22 avril 1996.

## Contenu
Le single est sorti en deux versions avec des pochettes légèrement différentes. La chanson The 13th y apparaît remixée trois fois (Swing Radio Mix, Two Chord Cool Mix et Killer Bee Mix) accompagnée du titre It Used to Be Me, que l'on retrouve sur le pressage japonais de Wild Mood Swings, et de deux inédits, Ocean et Adonais. Selon les éditions, l'ordre et le nombre de chansons varient.
Robert Smith a dévoilé au sujet de la chanson Adonais que, bien qu'elle ne figure pas sur Wild Mood Swings, elle était sa chanson préférée pendant les sessions d'enregistrement de l'album et qu'elle est inspirée par un poème que Shelley avait écrit en hommage à John Keats. Quant à Ocean, il s'agit d'une chanson triste sur quelqu'un que Smith aimait beaucoup et qu'il voyait s'éloigner de lui.

## Clip
Le clip est réalisé par Sophie Muller.

## Classements hebdomadaires
| Classement (1996)                       | Meilleure place |
| --------------------------------------- | --------------- |
| Allemagne (GfK Entertainment)           | 55              |
| Australie (ARIA)                        | 31              |
| Belgique (Flandre Ultratop 50 Singles)  | 43              |
| Belgique (Wallonie Ultratop 50 Singles) | 12              |
| Écosse (OCC)                            | 23              |
| États-Unis (Billboard Hot 100)          | 44              |
| États-Unis (Alternative Songs)          | 15              |
| Finlande (Suomen virallinen lista)      | 11              |
| Irlande (Irish Singles Chart)           | 22              |
| Italie (FIMI)                           | 5               |
| Nouvelle-Zélande (RMNZ)                 | 37              |
| Royaume-Uni (UK Singles Chart)          | 15              |
| Suède (Sverigetopplistan)               | 20              |
| Suisse (Schweizer Hitparade)            | 29              |